# Mikayel Mikayelyan
Pour les articles homonymes, voir Mikaelian.
Mikayel Mikayelyan (en arménien : Միքայել Միքայելյան), né le 10 juillet 1999 à Ashotsk, est un fondeur arménien.

## Biographie
Il fait partie d'une famille de fondeurs, sa mère Alla et son frère Sergey Mikayelyan ayant participé aux Jeux olympiques.
Il prend part à sa première compétition avec l'équipe nationale en 2015 lors des Championnats du monde à Falun.
En 2016, il concourt aux Jeux olympiques de la jeunesse à Lillehammer. En 2017, il est présent aux Championnats du monde à Lahti et au Festival olympique de la jeunesse européenne.
Dominant ses championnats nationaux en 2018, Mikayelyan, alors âgé de 18 ans, est sélectionné pour les Jeux olympiques, à Pyeongchang, où en tant que porte-drapeau de l'Arménie, il termine 69e sur le sprint et 79e le quinze kilomètres libre. Cette année, il obtient une 23e place aux Championnats du monde junior à Goms.
En novembre 2019, il se retrouve au départ de sa première manche de Coupe du monde à l'occasion du Nordic Opening à Ruka.
Dans les Championnats du monde des moins de 23 ans, l'Arménien prend notamment la onzième place du trente kilomètres libre en 2020 à Oberwiesenthal et la huitième place du quinze kilomètres libre en 2021 à Vuokatti.
Sur les Championnats du monde à Oberstdorf, il décroche un top cinquante sur le quinze kilomètres avec la 47e place.

## Palmarès

### Jeux olympiques
| Épreuve / Édition   | Sprint                           | Sprint    | 15 km | 15 km                            | Skiathlon 2 × 15 km | 50 km | Relais | Relais    |
| Épreuve / Édition   | libre                            | classique | libre | classique                        | Skiathlon 2 × 15 km | 50 km | Sprint | 4 × 10 km |
| JO 2018 Pyeongchang | Épreuve inexistante à cette date | 69e       | 79e   | Épreuve inexistante à cette date | -                   | -     | -      | —         |

Légende :
- : pas d'épreuve
- — : non disputée par Mikayelyan

### Championnats du monde
| Épreuve / Édition        | Sprint                           | Sprint                           | 15 km                            | 15 km                            | Skiathlon 2 × 15 km | 50 km | Relais | Relais    |
| Épreuve / Édition        | libre                            | classique                        | libre                            | classique                        | Skiathlon 2 × 15 km | 50 km | Sprint | 4 × 10 km |
| Mondiaux 2015 Falun      | Épreuve inexistante à cette date | 95e                              | 116e                             | Épreuve inexistante à cette date | -                   | -     | -      | —         |
| Mondiaux 2017 Lahti      | 93e                              | Épreuve inexistante à cette date | Épreuve inexistante à cette date | -                                | -                   | -     | —      | —         |
| Mondiaux 2019 Seefeld    | -                                | Épreuve inexistante à cette date | Épreuve inexistante à cette date | 74e                              | -                   | -     | -      | -         |
| Mondiaux 2021 Oberstdorf | Épreuve inexistante à cette date | -                                | 47e                              | Épreuve inexistante à cette date | 59e                 | -     | -      | —         |

Légende :
- : pas d'épreuve
- — : Non disputée par Mikayelyan